# Camponotus satan
Camponotus satan är en myrart som beskrevs av Wheeler 1919. Camponotus satan ingår i släktet hästmyror, och familjen myror. Inga underarter finns listade.